# Rota Greca
Rota Greca è un comune italiano di 868 abitanti della provincia di Cosenza in Calabria. L'abitato sorge a 510 metri s.l.m., alle pendici di Serra Pantanolata (m 1404), seconda vetta della Catena Costiera.

## Storia
Uno dei primi riferimenti a Rota risale all'anno 849 quando Cosenza era capoluogo di un gastaldato longobardo, Inter Salernum Tarentum, Latinianum, Cassanum, Cusentiam, Mallitum, Misiniam […], Compasam, Montellum, Rotam. In questo periodo il territorio che corrisponde all'attuale provincia di Cosenza è contesa tra Longobardi e Bizantini con annesse e continue invasioni saracene. Rota era ubicato in una zona, da un punto di vista strategico, particolarmente interessante giacché la sua locazione geografica consentiva vista e controllo sull'antica via di comunicazione Popilia, edificata dai Romani, che attraversava la valle del Crati. A conferma della valente posizione strategico-militare, permane il toponimo La Guardiola, termine di origine longobarda con cui si individuava una torretta di avvistamento e di difesa militare, in questo caso una collina di rimpetto al quartiere Babilonie. 
Altro toponimo del luogo, che trova origine in questo periodo, è quello di Mangalavita che individua un quartiere di Rota Greca, un tempo quartiere distinto da Rota. Questo nome viene rilevato nella prima metà del secolo XVI, quando già da tempo il posto era stato ripopolato da albanesi, indicato anche con il nome Migliani. La sua etimologia deriva probabilmente dal greco-bizantino (a conferma di una presenza bizantina altri toponimi come Zarrabona e Gravà). 
Nel XVI si riscontra il toponimo Babilonia (quartiere ancora presente a Rota Greca) utilizzato per indicare i saraceni. Diversi sono gli indizi storici che ci consentono di pensare al territorio rotese come luogo popolato già nell'alto medioevo e testimone di vari eventi storici importanti per la Calabria. Le notizie documentate su Rota Greca, dopo l'849, si hanno solo nell'anno 1089 quando veniva attestata la presenza di un monastero benedettino, Santa Maria la Rota, che dipendeva dal monastero della Santa Trinità di Cava dei Tirreni. Il primo riferimento al monastero è contenuto nella bolla del papa Urbano II del 21 settembre 1089 con cui cede il possesso a Pietro, abate del monastero della Santa Trinità di Cava dei Tirreni. Il monastero era probabilmente posto nell'attuale quartiere Casale. Altre bolle papali che attestano la presenza del monastero sono quella del 30 agosto 1100 di papa Pasquale II e quella di papa Anacleto II che concede a Simeone la proprietà fino al 1137, bolla del 6 maggio 1149 di papa Eugenio III che conferma possessione B. Petri e poi 30 gennaio 1169 papa Alessandro III la conferma all'abate Marino. Successivamente, durante le lotte tra re Manfredi e Carlo D'angiò, furono restituite al vescovo-barone Ruffino di Bisignano diversi casali tra cui Rota che compare come fortezza del vescovo.
Nel 1275 è nominato priore del monastero di Santa Maria della Rota priore Guillelmo, nel 1324 Nicolao nel stesso anno il prioriato passa a Roberto di Rota. Nel 1453 conferma abate del monastero Michael Cosal dell'Ordine Cistercense. In quest'epoca il monastero vive un momento di rilancio e sviluppo e il periodo coincide con il ripopolamento da parte degli albanesi, in seguito all'invasione dell'Albania e dei Balcani da parte dell'esercito turco-ottomano.

### Età moderna
L'arrivo degli albanesi
Nel XV secolo il regno di Napoli registrò il fenomeno dell'arrivo di esuli albanesi di rito greco (vedi rito bizantino) che sfuggivano all'invasione turco-ottomana, che ripopolarono e fondarono diversi casali nella Calabria Citra e nella Valle del Crati. L'arrivo di nuova forza lavoro, diede avvio all'aumento demografico e di conseguenza a un progresso economico e sociale per la regione e per il piccolo agglomerato già esistente di Rota (Rotam, Santa Maria la Rota all'arrivo degli albanesi grecae ritus).

### Età contemporanea
Dopo l'unità d'Italia Rota assume la denominazione di Rota Greca per evitare casi di omonimia e per omaggiare l'origine albanese professante il rito orientale (allora detto greco) e caratterizzante molto gli italo-albanesi, al punto di scambiarli per "greci" per il proprio rito cattolico non "latino".
Nonostante la presenza della popolazione albanese, Rota non ha comunque mantenuto la reiterazione della tradizione arbëreshë, né il mantenimento della lingua a differenza dei paesi limitrofi sempre di fondazione albanese. Resta traccia di qualche toponimo di derivazione albanese e qualche antico canto in lingua greca antica (derivante dall'uso del rito greco-bizantino del passato) ormai completamente dimenticato dalla popolazione giovane dei tempi attuali.

### Simboli
Stemma
Di rosso, alla ruota d'oro di otto raggi, accompagnata nel cantone destro del capo da un'aquila spiegata di nero. Ornamenti esteriori da Comune.
Gonfalone
Drappo partito di giallo e di rosso…

## Monumenti e luoghi d'interesse
L'impianto architettonico di Rota Greca è strutturato a casali distinti. Il quartiere più alto è situato ai piedi della montagna denominato "Babilonia", attorno al Monastero, oggi Palazzo Ducale di proprietà della famiglia Ricci (un tempo residenza del principe Sanseverino di Bisignano) si è originato un altro quartiere denominato "Casale", ultimo fra i quartieri antichi è il quartiere "Migliani-Magnocavallo dove è ubicato una parte del centro storico. L'ultimo quartiere, di nuova costruzione, è il quartiere Strada Nuova. Altri monumenti importanti sono quello dedicato ai caduti in guerra, la Piazzetta intitolata a “Madre Teresa di Calcutta” (rione Babilonia) ed "Il giardino dei Giusti" (rione Migliani-Magnocavallo), opera dedicata all'ex vicequestore di Roma Angelo de Fiore, originario di Rota Greca, che, nella seconda guerra mondiale, salvò diversi ebrei dallo sterminio e per questo il suo nome è riportato nel Giardino dei Giusti delle Nazioni a Gerusalemme. 

## Società

### Evoluzione demografica
Abitanti censiti

## Cultura
Le fiere del paese sono il 24 ottobre in onore di San Raffaele Arcangelo e il 5 febbraio la fiera dei "Santarieddi".

## Amministrazione
| Periodo | Periodo   | Primo cittadino        | Partito                                                       | Carica  | Note |
| ------- | --------- | ---------------------- | ------------------------------------------------------------- | ------- | ---- |
| 1985    | 1999      | Carletto Chiodo        | Partito Comunista Italiano/Partito Democratico della Sinistra | Sindaco |      |
| 1999    | 2009      | Dino D'Elia            | Lista civica di centrosinistra                                | Sindaco |      |
| 2009    | 2019      | Roberto Ermanno Albano | Lista civica                                                  | Sindaco |      |
| 2019    | in carica | Giuseppe De Monte      | Lista civica                                                  | Sindaco |      |